# Güigüí
Güigüí este o arie protejată (arie specială de conservare — SAC, sit de importanță comunitară — SCI) din Spania întinsă pe o suprafață de 2.897,7 ha, integral pe uscat.

## Localizare
Centrul sitului Güigüí este situat la coordonatele 27°57′07″N 15°48′47″W / 27.9519°N 15.813°V.

## Înființare
Situl Güigüí a fost declarat sit de importanță comunitară în octombrie 1999 pentru a proteja 2 specii de plante. Situl a fost protejat și ca arie specială de conservare în ianuarie 2010.

## Biodiversitate
Situată în ecoregiunea , aria protejată conține 7 habitate naturale: Păduri de Olea și Ceratonia, Tufărișuri termo-mediteraneene și de pre-deșert, Păduri de pin endemic canariene, Plantații de palmieri Phoenix, Păduri endemice cu Juniperus spp., Faleze cu floră endemică de pe coastele macaroneziene, Pante stâncoase silicioase cu vegetație casmofită.
La baza desemnării sitului se află mai multe specii protejate de  plante (2): Limonium sventenii, Lotus callis-viridis